# Ordon

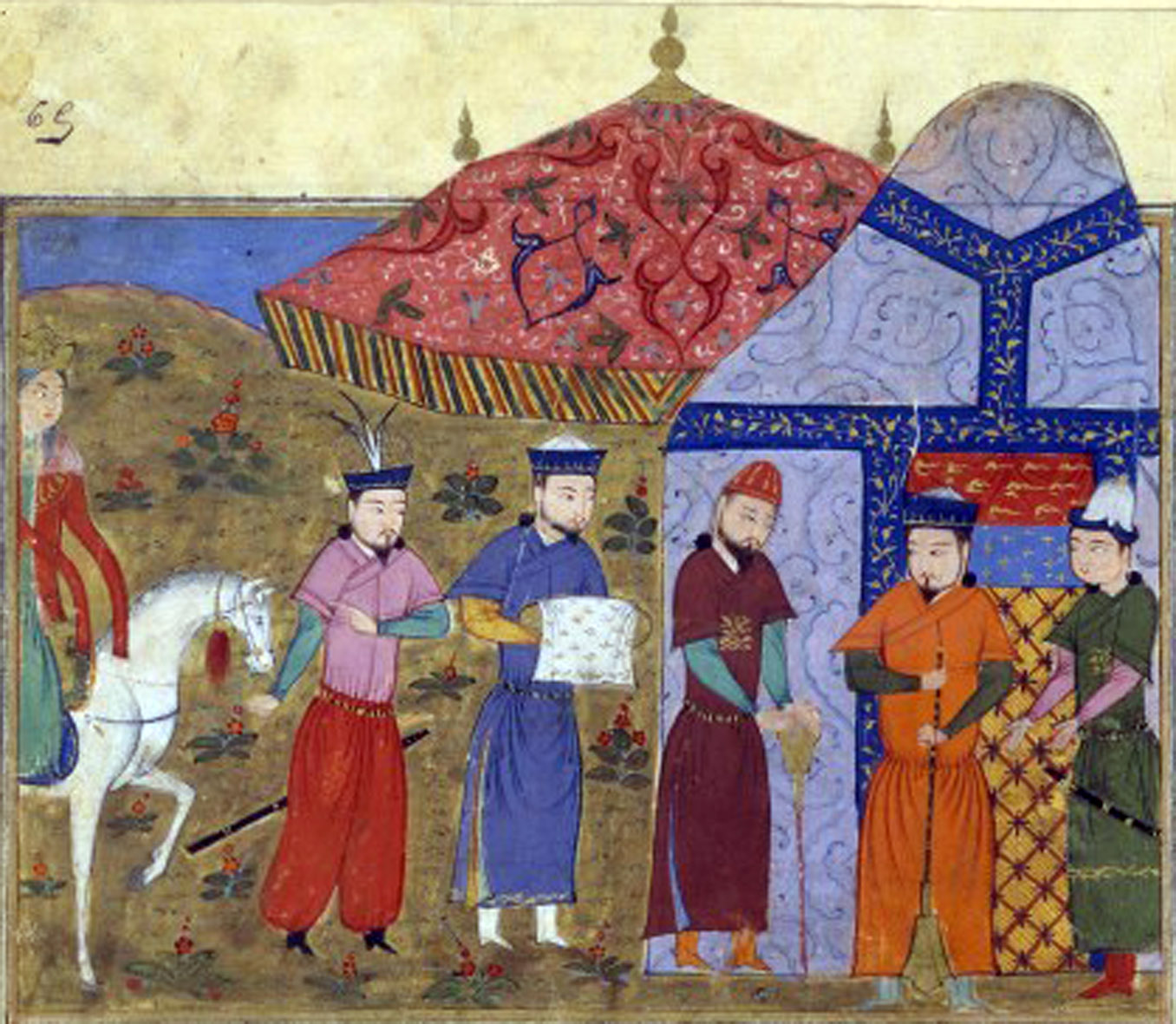
Djingis khan möter kinesiska sändebud.

Ordo eller ordon är en mobil mongolisk palatsbyggnad, och är ursprunget till ordet hord. 